# Sierosławice (Sainte-Croix)
Pour les articles homonymes, voir Sierosławice.
Sierosławice est une localité polonaise de la gmina et du powiat de Końskie en voïvodie de Sainte-Croix.